# 스카이 러너
《스카이 러너》(영어: Skyscraper)는 미국에서 제작된 레이먼드 마티노 감독의 1996년 액션 스릴러 비디오 영화이다. 애나 니콜 스미스 등이 출연하였고, 조지프 머히 등이 제작에 참여하였다.

## 줄거리
캐리 윙은 고급 고객들에게 헬리-택시 운송 서비스를 제공하는 헬리스코트라는 회사에 고용된 헬리콥터 조종사이다. 그녀는 LAPD 형사인 고든 윙과 결혼했다.
남아프리카 출신의 범죄 주모자 페어팩스는 "세계의 힘의 균형을 바꿀 수 있는" 네 개의 상호 연결된 전자 장치 또는 회로를 수집하려 한다. 그는 속임수와 폭력을 통해 그 장치 중 세 개를 획득했다.
캐리는 자신도 모르게 페어팩스 일당 두 명을 그들의 거래 장소로 태워다 주었다. 네 번째 장치는 로스앤젤레스 시내에 있는 86층짜리 지텍스 빌딩이라는 마천루에 숨겨져 있었다.
캐리는 다시 두 명의 VIP를 태우라는 호출을 받았는데, 이번에는 그들이 페어팩스와 그의 프랑스인 조수 자크로 밝혀진다. 그녀는 그들을 건물로 데려가고, 테러리스트들은 보안 시스템을 장악하고 경비원들을 처치하며 한 층 전체를 점거한다.
페어팩스는 네 번째 장치의 소유자인 크랜스턴을 만난다. 이전 세 명의 장치 전달자들과 마찬가지로 페어팩스는 그를 죽일 계획이다. 크랜스턴은 총격전에서 치명상을 입는다. 건물에 들어가기 전, 크랜스턴은 문제가 있을 것이라고 의심하여 그의 동료는 보이지 않게 들어갔다. 죽기 전, 크랜스턴은 장치가 든 여행 가방을 들고 탈출하여 캐리를 만나고, 캐리는 그를 지붕으로 올려다 준다. 그는 그녀에게 여행 가방을 주며 어떤 희생을 치르더라도 페어팩스로부터 멀리 떨어뜨려 놓으라고 경고한다.
캐리는 지붕 위에서 괴한에게 쫓긴다. 도망갈 길이 없어 지붕 위로 넘어간 그녀는 창문 청소부의 장비로 뛰어든다. 그녀는 강철 윈치 케이블에 몸을 묶고 건물 옆면을 따라 수십 층 아래로 내려간다. 괴한의 총알을 피하기 위해 몸을 흔들던 캐리는 그가 기관총 사격으로 윈치를 파괴하는 순간 창문을 깨고 들어갔고, 이로 인해 케이블이 끊어진다.
캐리는 여행 가방을 쓰레기통에 숨긴다. 그녀는 장난감 자전거를 타는 소년을 발견하고 그를 보호한다 (소년의 어머니는 이전에 총에 맞아 사망했는데, 그녀는 금발이었고 이전에 캐리로 오인되었다). 캐리는 경비원을 만나 그의 총을 요구한다. 이제 무장한 캐리는 인질들이 잡혀 있는 층으로 돌아간다.
캐리는 휴지통에 불을 지펴 감시 카메라를 조작하는 테러리스트를 혼란스럽게 하고, 이는 소방 시스템이 LA 소방대에 경보를 울리게 하고 일부 모니터를 무력화시킨다. 페어팩스와 그의 총잡이들은 그녀를 붙잡고 여행 가방의 위치를 알려주면 인질들의 자유를 주겠다고 제안한다. 캐리는 인질 한 명이 건물 컴퓨터 계정에서 훔친 10만 달러로 자신의 자유를 바꾸려 한 후 냉정하게 살해당하는 것을 목격한다. 캐리는 여행 가방의 위치를 밝힌다.
한편, 고든은 도시 주변에서 벌어지는 특이한 사건들을 조사하고 있었다. 그는 지텍스로 향하고 (캐리도 그곳에 있다는 것을 모른 채) 우연히 아내의 휴대폰을 발견한다. 캐리의 안전을 염려한 고든은 페어팩스 일당을 건물 주변으로 유인한다. 경비원이 그녀를 방으로 데려가 캐리를 강간하려 시도하고, 캐리는 레터 오프너로 그의 다리를 찌르고 그를 총으로 쏴 죽인다.
그녀는 여성 테러리스트 나타샤 뒤로 다가가 그녀의 등을 쏘아 인질들을 풀어준다. 남편에게 훈련을 받은 캐리는 명사수이다.
고든은 다른 테러리스트에게 구타당하고 있었지만 캐리에 의해 구출된다. 페어팩스는 장치를 찾아 자크를 죽이고 지붕으로 향하며, 캐리에게 총을 겨눠 자신을 비행기로 태워 달라고 강요할 생각이었다. 그는 고든도 그곳에 있을 줄은 몰랐다 (고든은 소년도 데리고 있었다). 고든은 어깨에 총을 맞는다. 캐리는 그의 손에서 총을 쳐내고 발차기와 주먹으로 페어팩스와 싸워 그를 아래 거리로 떨어뜨려 죽게 만든다.
소년은 결국 죽지 않은 어머니와 재회하고, 부상당한 캐리와 고든은 구급차에 탄다.

## 출연진
- 애나 니콜 스미스
- 리처드 스타인메츠
- 캘빈 레벌스
- 조너선 풀러
- 리 더브루
- 디어드러 이머샤인
- 찰스 M. 휴버
- 데런 맥비
- 유진 로버트 글레이저

## 기타 제작진
- 공동 제작: 스콧 매커보이
- 배역: 마크 사이크스
- 미술: 스티브 라모스
- 의상: 리사 다이하우스